# トゥール (バンド)

バンド ロゴ

トゥール（英: Tool）は、アメリカ合衆国出身のロックバンド。1990年代のロックにおけるダウナーな潮流から出現しながら、ネガティブな攻撃性とは異質なヘヴィネスを志向したサウンドが評価を受け、商業的な成功を獲得した。これまでに二度のグラミー賞を受賞している。

## 概要
ミュージックビデオやアルバムアート、ライブの特殊効果等の特異な映像表現、極端な寡作（ジャスティン加入以降はアルバム発表にそれぞれ五年前後のインターバルがある）、主にメイナードの特異な風体などから、現在においても独特の処遇を受けている。
ヘヴィメタル、ハードコア、スラッジ、ダーク・アンビエント、インダストリアル、民族音楽、ポストロックなど様々な要素の混在する、プログレ的とも形容される独自の音楽世界が特徴。
そのような音楽性の中でメルヴィンズ、キング・クリムゾン、ラッシュ、ヘルメット、フェイス・ノー・モア、ジェーンズ・アディクションといったバンドからの影響を公言している。

## 来歴

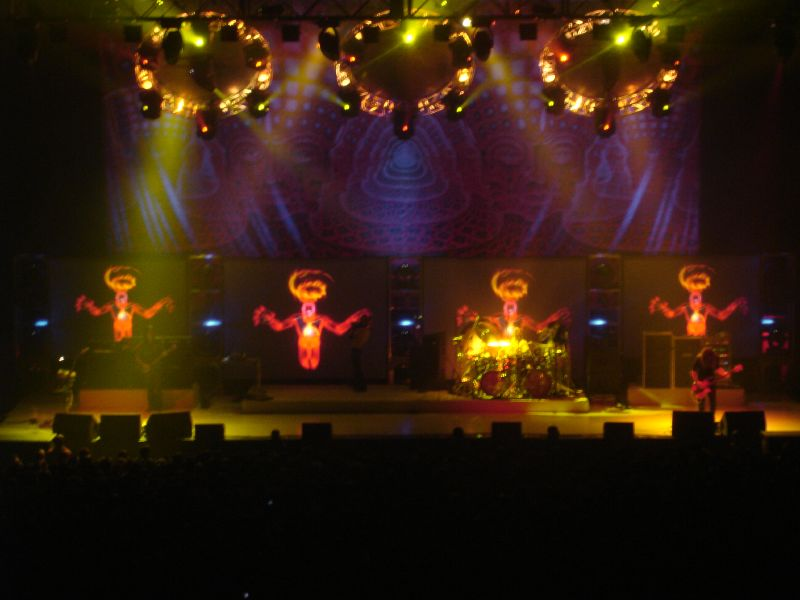
フランス・パリ公演 (2006年12月)

1990年
ロサンゼルスにてアダム、メイナード、ダニー、ポールの4人で結成。
1991年
ライブを行うようになる。一度行う毎に確実に客数が増していったといわれる。同年デモテープ『72826』をリリース（このテープの楽曲は後年リメイクされている）。
1992年
メジャー・デビュー。1stEP『Opiate』をリリース。4曲目の「Cold and Ugly」と5曲目の「Jerk-Off」の2曲はデモテープにも収録されたレパートリーのライブ音源であるが、これはバンドを結成して最初に行ったライブを録音したものである。アルバムは当初、ニルヴァーナと比較された。
ロリンズ・バンド、レイジ・アゲインスト・ザ・マシーン、コローション･オブ･コンフォーミティ等とギグを行い、着実に人気を高める。
1993年
1stアルバム『Undertow』をリリース。ロラパルーザ'93に出演する。最初は小さなサイドステージで演奏を行っていたが、そのパフォーマンスが話題を高め、ツアーの途中からメインステージに格上げされた。そのツアー中にはレイジ・アゲインスト・ザ・マシーンやアリス・イン・チェインズらと共演もした。
1995年
ポールとの折り合いが悪くなったため彼を解雇し、オーディションを経て後任にジャスティンを迎える。ポールはその後Lusk、Replicants等のバンドでアルバムを製作する。音楽性はトゥールとは似つかぬポップな路線。Replicantsにはメイナードもヴォーカルで参加している。
1996年
2ndアルバム『Ænima』をリリース。全米初登場2位を記録する。Failure、メルヴィンズ等と、10月よりワールドツアーを行う。以前は馬の鬣のようなモヒカン頭をしていたメイナードが、このツアーよりスキンヘッドに。更にステージにおいて特異なパフォーマンスを行うようになり、ボディペイントや女装などの奇抜なファッションも取り入れていく。
1997年
4月でツアーを終え、夏にはロラパルーザ'97に出演をする。共演はコーンやプロディジー等。そのパフォーマンスは凄まじく、バンドはこの頃アメリカに於いて完全に神格化されていた。短期間だけの刊行となった日本のヘヴィーロック専門音楽雑誌GUSHのVol.2で、マシーン・ヘッドのロブ･フリンはトゥールの事を聞かれ、「Fucxxxxk'n God!! 神様的存在だからな！彼らは！」と答えた。
1998年
当時の所属レコード会社に契約上のトラブルから訴えられる。
勝訴した後にVolcano Entertainmentに移籍。Tool Dessectionalを立ち上げる。
途中ミニツアーを敢行、そしてOzzFest'98にも出演している。
1999年
コーチェラ・フェスティバルに出演する。メイナードはこの年、親友のビリー・ハワードエルとア・パーフェクト・サークルを結成し、そちらのバンドもフェスに参加した。
2000年
メイナードはア・パーフェクト・サークルでの活動を続ける。だがトゥールに関しての情報は一切流れなくなってしまい、解散説も囁かれた。そんな中突如、ライブCD『Salival』がリリースされる。
2001年
沈黙を破り、五年ぶりの3rdアルバム『Lateralus』をリリース。全米初登場1位を記録し、リリース後一週間で50万枚を売り上げる。そしてキング・クリムゾン、メシュガー、メルヴィンズ、Tricky等とワールドツアーに。途中7月30日にフジ・ロック・フェスティバル'01で初来日。メイナードは全身に青色のペインティングを施した姿で登場する。7曲目「Sober」の前に「自分自身に問いかけろ…」。8曲目「Parabola」の前に「ポジティブな何かを生み出せ。その気持ちを忘れるな…」そして最終曲(10曲目)Lateralusの前に「また会おう」と、日本のファンに再来日を約束。
2002年
その言葉通り、4月に初の単独日本公演を行う。その後はメルヴィンズ、メシュガー、Tomahawk等とツアー。
2006年
前作と同じく5年振りに、4thアルバム『10,000 Days』をリリース。全米初登場1位。
ワールドツアーを開始する。オープニングアクトにはアイシス、マストドン、Kinski等。このツアーよりメイナードの頭は再度モヒカンに。だが昔とは違い、髪はツンツンに立っている。途中8月12日と13日にサマーソニック06（ゼロシックス）で来日演奏。MCで2月の来日公演を予告する。
2007年
サマーソニック06（ゼロシックス）での予告通り、2月に単独来日公演を行う。
2013年
5月11日・12日に幕張メッセで開催されるオズフェストに出演。
2019年
8月2日、これまでリリースした4枚のアルバムのサブスクリプションを解禁する（同月発売の『Fear Inoculum』もリリース後に解禁）。
8月30日、実に13年振りとなる5thアルバム『Fear Inoculum』をリリース。全米初登場1位。
2020年
1月26日、第62回グラミー賞にて、『Fear Inoculum』の収録曲「7empest」が「最優秀メタル・パフォーマンス賞」を受賞。

## メンバー

### 現ラインナップ

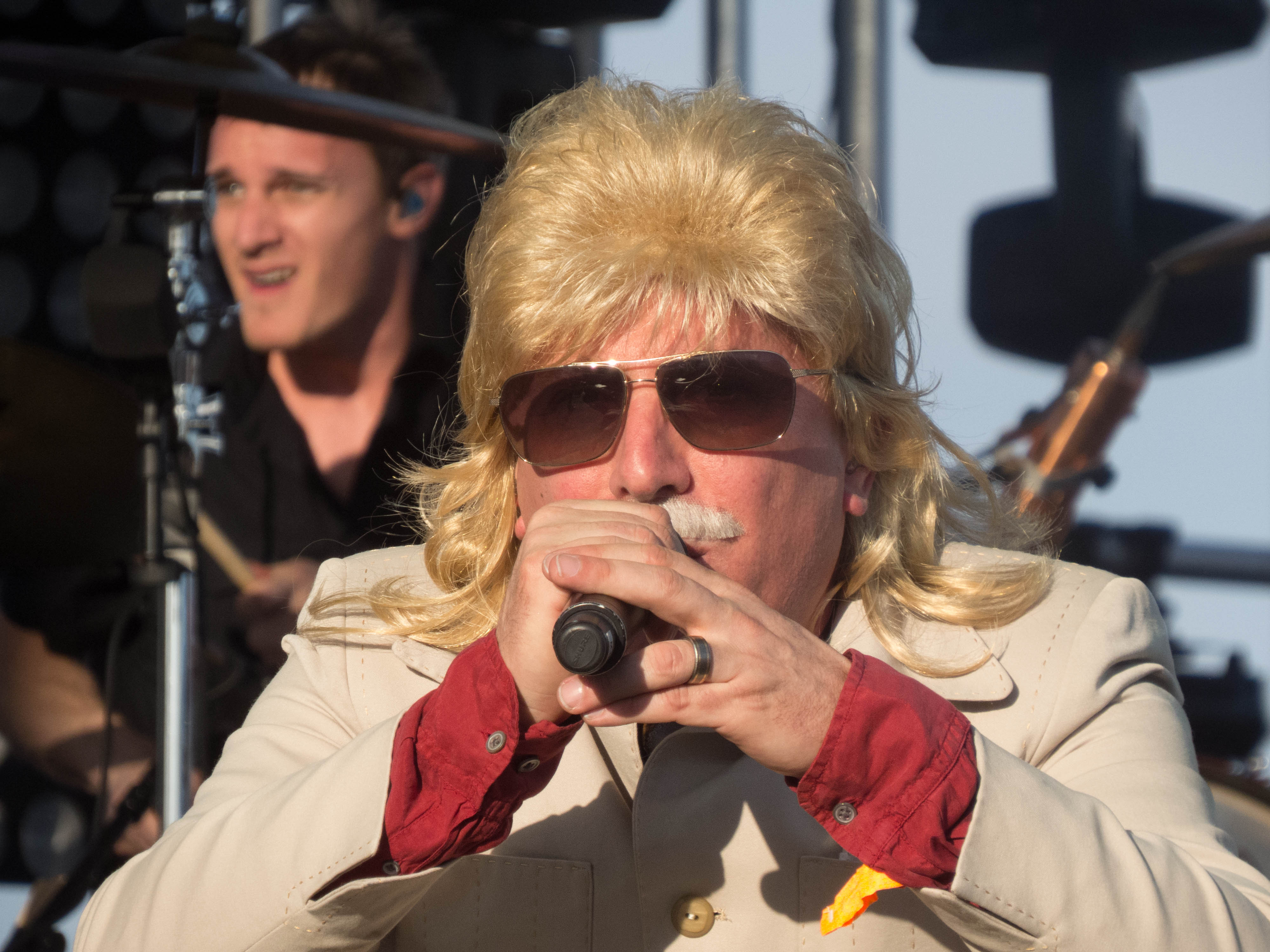
メイナード・J・キーナン (2013年)

- メイナード・ジェームス・キーナン（Maynard James Keenan、1964年4月17日 - ） - ボーカル (1990- )
  - オハイオ州ラヴェンナ生まれ。本名ジェームス・ハルバート・キーナン（James Halvert Keenan）。
  - 若い頃、思いつきで陸軍に入隊した事がある。
  - マサチューセッツ州ケンブリッジのペットショップで働いた後に、ロサンゼルスのペットショップの店内のレイアウトなどの仕事をしていた。しかしすぐにクビになり、その後は舞台のセットを作る仕事をしていた。当時のアパートの部屋は動物園のようで、トカゲや鳥を飼っており、コオロギを餌として与えていた。
  - ロサンゼルスでメイナードがカレッジ時代に作ったデモソングを歌っているのを、バンドを始めたがっていたアダムが聴いてバンドに誘った。

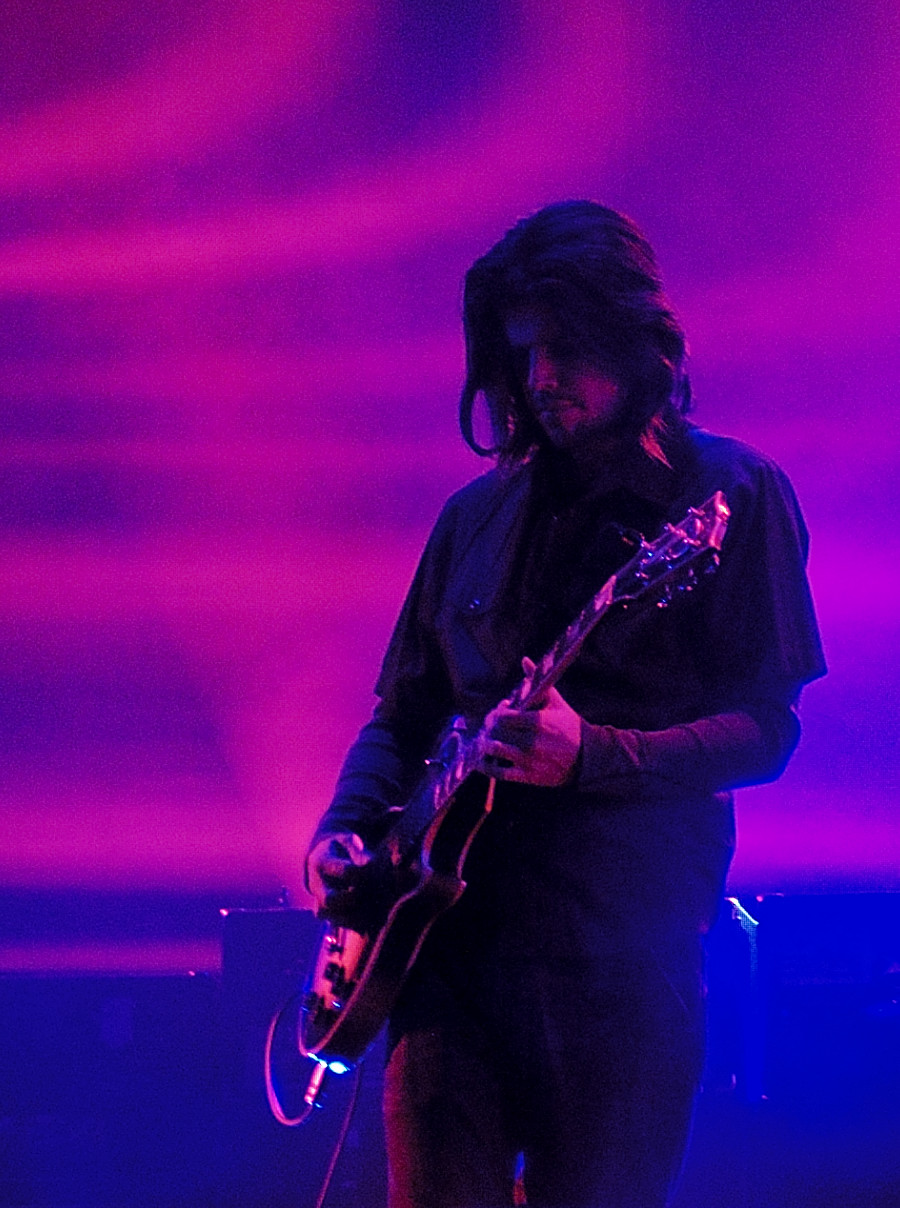
アダム・ジョーンズ (2006年)

- アダム・ジョーンズ（Adam Jones、1965年1月15日 - ） - ギター (1990- )
  - イリノイ州生まれ。子供の頃からヴァイオリンを習い、ハイスクール時代はオーケストラでコントラバスを担当していた。
  - 元オーディオスレイヴ/レイジ・アゲインスト・ザ・マシーンのトム・モレロとはハイスクール時代の同級生で、Electric Sheepというバンドを結成していた。
  - プレイスタイルは非常にヘヴィであり、ドローン的な「間」をもった、うねり、あるいはたゆたうようなサウンドそのものを主体とする。緻密にリズムを刻むオスティナートが非常に多く、ストレートなメロディやギタリストらしいソロはあまりみられないが、楽曲の世界観・アトモスフェアに非常に合致する、空間作りの巧みなプレイヤーである。
  - 元々は映画の特殊メイクや特殊エフェクトデザインをする職についており、ジュラシック・パーク、プレデター、ターミネーターなどを手がけ、そこで静止画映像の撮影技術などを学んでいった。ライヴでの映像やプロモーションビデオ、アルバムジャケットなども全てアダムが手がけている。
  - 「ローリング・ストーンの選ぶ歴史上最も偉大な100人のギタリスト」において2003年は第75位、2011年の改訂版では削除された。

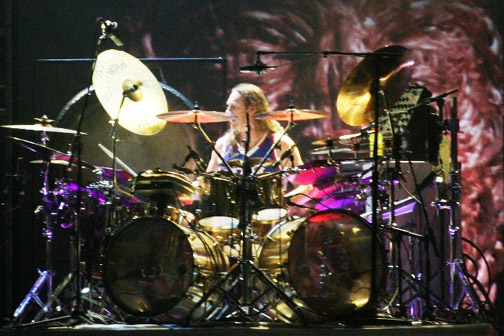
ダニー・ケアリー (2007年)

- ダニー・ケアリー（Danny Carey、1961年5月10日 - ） - ドラムス (1990- )
  - カンザス州パオラ生まれ。10歳頃からドラムを始める。
  - カンサスシティの音楽芸術学校に通い、大学でも音楽を勉強していたが当時所属していたバンドのツアーを機に中退。ロサンゼルスに引っ越してきてメイナード達と出会う。
  - トゥールの深く沈みこみつつうねるようなサウンドのボトムで、変拍子やポリリズムを多用した躍動感にあふれるドラミングを担う。
  - レコード会社のデモテープを複製する仕事をしていた。
  - Pigmy Love Circusという別バンドを立ち上げており、アルバムも発売している。またAPCのツアーでオープニング・アクトも務めた。

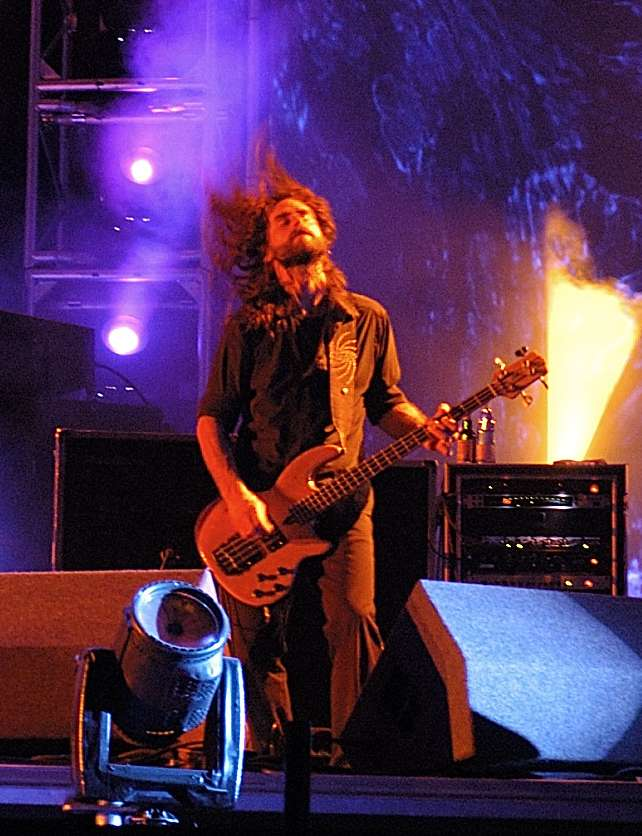
ジャスティン・チャンセラー (2006年)

- ジャスティン・チャンセラー（Justin Chancellor、1971年11月19日 - ） - ベース (1995- )
  - 2代目ベーシスト。イギリス出身。田舎育ちで羊飼いの仕事をしたのち、映画の仕事をするためにニューヨークへ渡米し、メンバーと出会い親密に。ポールの脱退を機にオーディションを受け、バンドに加入した。
  - トゥールのヨーロッパ・ツアーでは彼の別バンド、Peachが前座を務めた。
  - サッカーファンである。
  - 非ベース的なメロディあるフレーズをエフェクトをかけて多用するプレイヤーであり、ベースでありながらもリードをとるような場面もあり、ギターと聴き紛うようなフレーズも多い。いわゆるメロディとは離れたスタイルのアダムとはちょうど対蹠的であり、彼のメロディアスなベースがトゥールにもたらした功績は大きい。

### 旧メンバー
- ポール・ダムール（Paul D'Amour、1967年5月12日 - ） - ベース (1990-1995)
  - 初代ベーシスト。順当なヘヴィ・ロック的に重く歪んだサウンドで、初期のサウンドに（現在と比べて）直截的な攻撃性を決定付けた。1995年脱退。現在はLesser Keyで活動中。[4]

## ディスコグラフィ

### アルバム
| 年                                        | タイトル      | アルバム詳細                                                                                               | チャート最高位 | チャート最高位 | チャート最高位 | チャート最高位 | チャート最高位 | チャート最高位 | チャート最高位 | チャート最高位 | チャート最高位 | チャート最高位 | 認定                                                                |
| 年                                        | タイトル      | アルバム詳細                                                                                               | US             | AUS            | CAN            | FRA            | GER            | NLD            | NZ             | SWE            | SWI            | UK             | 認定                                                                |
| ----------------------------------------- | ------------- | --- | -------------- | -------------- | -------------- | -------------- | -------------- | -------------- | -------------- | -------------- | -------------- | -------------- | ------------------------------------------------------------------- |
| 1993                                      | Undertow      | - 発売日: 1993年4月6日 - レーベル: Zoo - フォーマット: CD, LP, cassette - 全米売上: 291万枚                | 50             | 89             | 49             | —              | —              | 89             | 17             | —              | —              | —              | - US: 2× プラチナ - CAN: プラチナ                                   |
| 1996                                      | Ænima         | - 発売日: 1996年10月1日 - レーベル: Zoo - フォーマット: CD, LP, cassette - 全米売上: 342.9万枚             | 2              | 6              | 3              | —              | 75             | 75             | 1              | 53             | —              | 108            | - US: 3× プラチナ - AUS: プラチナ - CAN: プラチナ                   |
| 2001                                      | Lateralus     | - 発売日: 2001年5月15日 - レーベル: Volcano - フォーマット: CD, LP, cassette - 全米売上: 260.9万枚         | 1              | 1              | 1              | 21             | 5              | 7              | 2              | 8              | 31             | 16             | - US: 2× プラチナ - AUS: プラチナ - CAN: 2× プラチナ - UK: シルバー |
| 2006                                      | 10,000 Days   | - 発売日: 2006年5月2日 - レーベル: Volcano - フォーマット: CD, cassette - 全米売上: 173.6万枚              | 1              | 1              | 1              | 7              | 2              | 1              | 1              | 2              | 3              | 4              | - US: プラチナ - AUS: プラチナ - CAN: プラチナ - UK: シルバー       |
| 2019                                      | Fear Inoculum | - 発売日: 2019年8月30日 - レーベル: Volcano, RCA - フォーマット: CD, Digital download - 全米売上: 38.8万枚 | 1              | 1              | 1              | 9              | 2              | 3              | 1              | 7              | 2              | 4              |                                                                     |
| "—"は未発売またはチャート圏外を意味する。 |               | |                |                |                |                |                |                |                |                |                |                |                                                                     |

## 日本公演
- 2001年 フジ・ロック・フェスティバル '01

7月30日 新潟県苗場スキー場
- 2002年

4月10日,11日 赤坂BLITZ、12日 大阪Mother Hall、13日 名古屋クラブダイアモンドホール
- 2006年 サマーソニック '06

8月12日　大阪、13日　東京（幕張）
- 2007年

2月8日 Zepp Osaka、9日,10日 Zepp Tokyo、12日 CLUB CITTA'、14日 名古屋クラブダイアモンドホール
- 2013年 オズフェストジャパン '13

5月12日 幕張メッセ